# アレクサンダー・オニール
アレクサンダー・オニール （Alexander O'Neal、1953年11月15日 - ）は、アメリカ合衆国のソウル歌手。ダンスチューンも都会的なバラードも歌いこなせる、ブラック・コンテンポラリー音楽の代表格であった。愛称はアレックス。アメフトの選手のような巨漢である（実際、アメフトの選手を志していたが、怪我のために断念したという経歴がある）。

## 来歴
20歳の時にミネアポリスへ移住。この時にジミー・ジャム、テリー・ルイス（後に音楽プロデューサーコンビ「ジャム&ルイス」として知られる）と出会い、バンド「フライト・タイム」を結成。プリンスの紹介でバンドはワーナー・ブラザースと契約。しかしプリンスがアレックスをボーカルに据えることに、金銭面で折り合いがつかず、歌声が黒すぎるという理由を付けて、モーリス・デイと交替させ、バンド名も「ザ・タイム」に変えさせてしまう（その後、ザ・タイムは商業的に成功）。
アレックスは1984年にタブー・レコードと契約。1985年から1991年までのアルバムは、全て盟友ジャム&ルイスのプロデュースであった。また、本国よりもイギリスで人気が高く、リミックス・アルバムやクリスマス・アルバムはイギリスの市場を意識しての作品である。同じタブー・レコード所属の女性R&B歌手シェレール（ジャム&ルイスのプロデュース）とは、彼女のアルバム収録曲「サタデー・ラブ」がヒットして以降、互いのアルバムでデュエット曲を収録するのが長く恒例となっていた。シェレールとともに1988年には来日して「タブー・ナイツ」というライブを行っている。1990年代半ば以降は彼女の活動が停滞しているため行われていない。
1993年のアルバム『ラヴ・メイクス・ノー・センス』から、ジャム&ルイス以外のプロデューサーを選択するようになり、セルフ・プロデュースも行うようになってきている。
8子の父で、2度の離婚歴がある。

## ディスコグラフィ

### スタジオ・アルバム
- 『アレクサンダー・オニール』 - Alexander O'Neal (1985年、Tabu) ※旧邦題『イノセント』
- 『ヒアセイ』 - Hearsay (1987年、Tabu)
- 『マイ・ギフト・トゥ・ユー』 - My Gift to You (1988年、Tabu) ※クリスマス・ソング集
- 『オール・トゥルー・マン』 - All True Man (1991年、Tabu)
- 『ラヴ・メイクス・ノー・センス』 - Love Makes No Sense (1993年、Tabu)
- 『ラヴァーズ・アゲイン』 - Lovers Again (1996年、One World)
- Saga of a Married Man (2002年、Eagle)
- 『アレックス・ラヴズ…』 - Alex Loves... (2008年、EMI) ※カヴァー集
- Five Questions: The New Journey (2010年、CC Entertainment)
- Hearsay 30 (2017年、Resurrection)

### ライブ・アルバム
- Live at the Hammersmith Apollo – London (2005年、Eminence)
- Live in Minneapolis (2011年、CC Entertainment)
- Live at the Palladium (2019年、independent digital release)

### コンピレーション・アルバム
- 『オール・ミックスド・アップ』 - All Mixed Up (1987年、Tabu) ※ヒット・シングルのリミックス集
- Twelve Inch Mixes (1992年、Tabu)
- 『グレイテスト・ヒッツ』 - This Thing Called Love: The Greatest Hits of Alexander O'Neal (1992年、Tabu)
- 『ベスト・オブ・アレクサンダー・オニール』 - The Best of Alexander O'Neal (1995年、Tabu)
- Greatest Hits (2004年、Tabu)
- 『アイコン〜ベスト・オブ・アレクサンダー・オニール』 - Icon (2011年、Tabu)
- Very Best Of (2013年、Music Club Deluxe)
- Greatest (2015年、Crimson)
- 『ゴールデン☆ベスト』 - Golden☆Best (2015年、Solid)
- 『コンプリート・シングル・コレクション』 - Complete Single Collection (2015年、Tabu/Solid)
- The Lost Tapes (2018年、Moonrivers)